# Khu vực Bộ lạc trực thuộc Liên bang
Khu vực bộ lạc trực thuộc liên bang (FATA; فدرالي قبايلي سيمې ;وفاق کے زیر انتظام قبائلی علاقہ جات) là một đơn vị hành chính bán tự trị ở phía tây bắc Pakistan, được thành lập từ năm 1947. FATA bao gồm bảy huyện và sáu vùng biên cảnh, trực thuộc chính quyền liên bang dưới Pháp lệnh về tội phạm tại biên cảnh. Năm 2018, FATA được sáp nhập vào tỉnh Khyber Pakhtunkhwa căn cứ Tu chính án 25 Hiến pháp Pakistan.
Ngày 24 tháng 5 năm 2018, quốc hội Pakistan thông qua Tu chính án 25 Hiến pháp Pakistan quy định sáp nhập FATA vào tỉnh Khyber Pakhtunkha. Hội đồng tỉnh thông qua tu chính án vào ngày 27 tháng 5. Ngày 28 tháng 5, tổng thống Pakistan công bố quy định lâm thời về FATA trong thời kỳ chuyển tiếp với thời hạn hai năm. Ngày 31 tháng 5, Tổng thống Mamnoon Hussain công bố Tu chính án 25 Hiến pháp Pakistan, FATA chính thức sáp nhập vào Khyber Pakhtunkhwa.

## Lịch sử
Thực dân Anh sáp nhập FATA để ngăn cách Ấn Độ và bất ổn ở Afghanistan nhưng không hoàn toàn bình định được khu vực. Nhằm kiểm soát dân số bộ lạc, chính quyền thuộc địa ban hành Pháp lệnh về tội phạm tại biên cảnh, trao quyền cho những lãnh đạo địa phương dưới chính sách cai trị gián tiếp. Pháp lệnh có nhiều điều khoản "vô cùng hà khắc, vô nhân đạo và phân biệt đối xử" nên bị gọi là "pháp lệnh đen".

### Thời kỳ độc lập
Từ khi Pakistan trở thành lãnh thổ tự trị vào năm 1947 đến khi trở thành nước độc lập vào năm 1956, v về tội phạm tại biên cảnh tiếp tục có hiệu lực tại FATA.
Từ năm 2001, phiến quân Taliban Pakistan bắt đầu xuất hiện trên địa bàn FATA. Năm 2003. lực lượng Taliban trú ẩn ở FATA bắt đầu vượt biên xâm nhập vào Afghanistan tấn công quân đội, cảnh sát Afghanistan. Thành phố Shkin là một trong những địa điểm giao tranh thường xuyên do là nơi đóng quân của hầu hết đặc công Mỹ từ năm 2002 và chỉ cách biên giới Pakistan 6 km.
Sau vụ khủng bố ngày 11 tháng 9 ở Hoa Kỳ, FATA trở thành một ổ phiến quân và khủng bố. Từ năm 2001, Quân đội Pakistan mở 10 chiến dịch trấn áp Taliban Pakistan, đáng chú ý là Chiến dịch Zarb-e-Azb ở Bắc Waziristan. Khoảng hai triệu người phải di tản khỏi khu vực do thiệt hại vật chất về trường học, bệnh viện và nhà cửa.
Tháng 3 năm 2004, 80.000 binh lính Pakistan tiến vào FATA dưới sự khuyến khích của Hoa Kỳ nhằm truy quét các phần tử al-Qaeda nhưng phải đối mặt với sự phản kháng của Taliban Pakistan. Quân đội Pakistan buộc phải thỏa thuận đình chiến trực tiếp với Taliban Pakistan chứ không phải thông qua các bô lão địa phương. Từ năm 2004 đến năm 2006, quân đội tiến vào Nam Waziristan và Bắc Waziristan thêm tám lần nhưng tiếp tục bị Taliban Pakistan chống đối. Hai bên thỏa thuận rằng quân đội sẽ ngừng tiến vào FATA, thả tù nhân và cho phép dân bộ lạc sở hữu súng nếu dân bộ lạc ngừng tấn công Afghanistan.

### Sáp nhập vào tỉnh Khyber Pakhtunkhwa
Ngày 2 tháng 3 năm 2017, chính quyền liên bang đề nghị sáp nhập FATA vào tỉnh Khyber Pakhtunkhwa và bãi bỏ Pháp lệnh về tội phạm tại biên cảnh. Một số đảng phản đối đề nghị của chính quyền và yêu cầu thành lập một tỉnh mới trên cơ sở toàn bộ địa bàn của FATA.
Ngày 18 tháng 12 năm 2017, Ủy ban chấp hành quốc gia về cải cách FATA do Thủ tướng Shahid Khaqan Abbasi đứng đầu tán thành đề nghị sáp nhập FATA vào Khyber Pakhtunkhwa và cho phép người dân FATA bầu 23 đại biểu vào Hội đồng tỉnh Khyber Pakhtunkhwa trong cuộc tổng tuyển cử năm 2018. Ủy ban bãi bỏ những điều khoản hà khắc của Pháp lệnh về tội phạm tại biên cảnh và quyết định Pháp lệnh sẽ hết hiệu lực sau khi có chế độ mới.

#### Tu chính án hiến pháp
Ngày 24 tháng 5 năm 2018, Hạ viện Pakistan thông qua Tu chính án 25 Hiến pháp Pakistan, quy định sáp nhập FATA vào tỉnh Khyber Pakhtunkhwa. Trước cuộc biểu quyết, nghị sĩ thuộc hai đảng Jamiat Ulema-e-Islam và Đảng Pashtunkhwa Milli Awami rời khỏi nghị trường nhằm phản đối. 229 nghị sĩ biểu quyết tán thành, nghị sĩ biểu quyết không tán thành duy nhất là Dawar Kundi thuộc Phong trào Công lý Pakistan.
Ngày 25 tháng 5 năm 2018, Thượng viện Pakistan thông qua Tu chính án 25 với 71 nghị sĩ biểu quyết tán thành, 5 nghị sĩ biểu quyết không tán thành. Cần phải có ít nhất 69 nghị sĩ biểu quyết tán thành.
Ngày 27 tháng 5 năm 2018, Hội đồng tỉnh Khyber Pakhtunkhwa thông qua Tu chính án 25 với 87 đại biểu biểu quyết tán thành, 7 đại biểu biểu quyết không tán thành. Cần phải có ít nhất 83 đại biểu biểu quyết tán thành.

## Địa lý

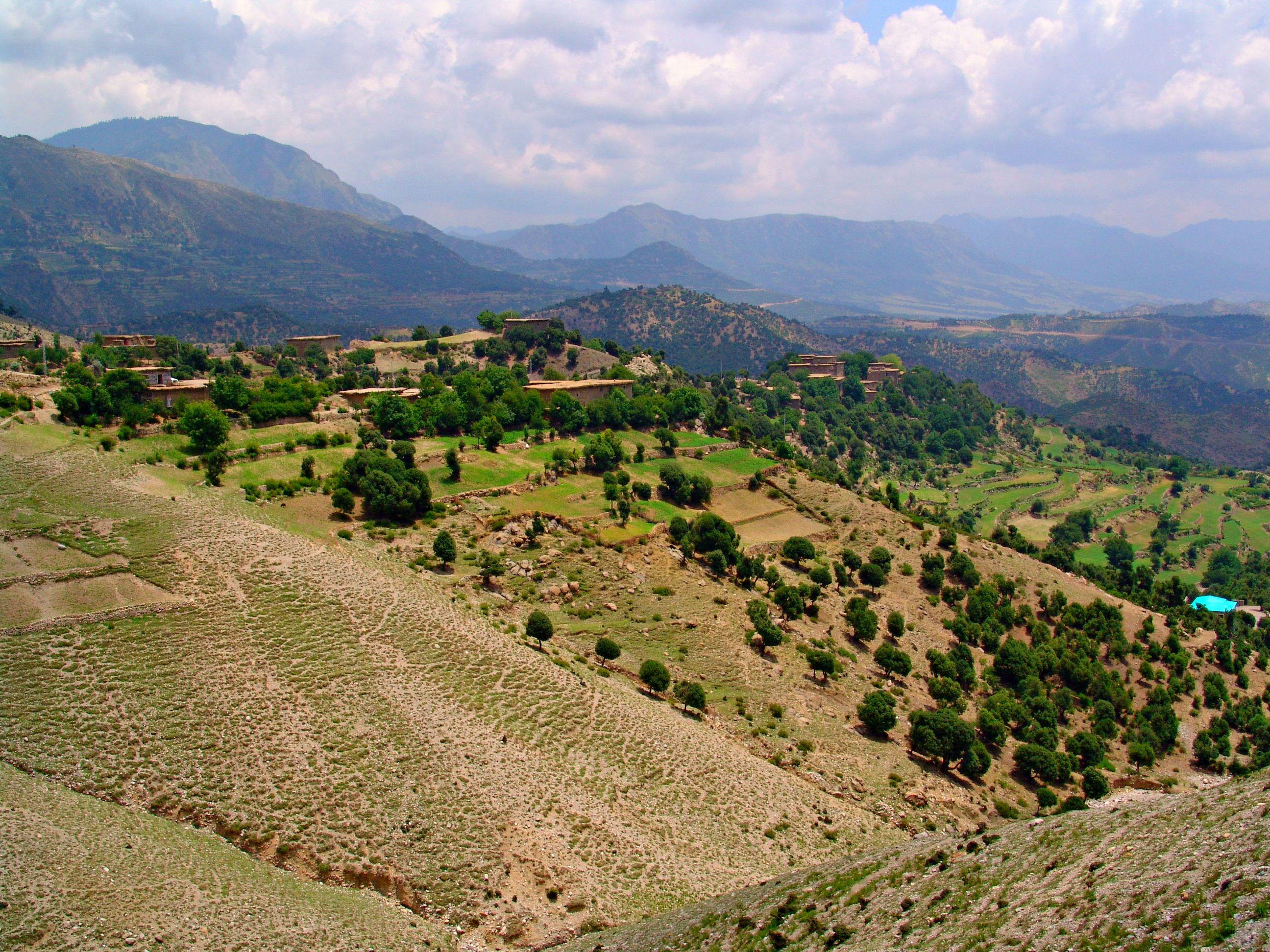
Thị trấn Tari Mangal ở huyện Kurram

Khu vực bộ lạc trực thuộc liên bang, phía bắc và phía tây giáp Afghanistan, phía đông giáp tỉnh Khyber Pakhtunkhwa, phía nam giáp tỉnh Balochistan.
FATA bao gồm bảy huyện và sáu vùng biên cảnh (VBC). Từ bắc vào nam, bảy huyện là: huyện Bajaur, huyện Mohmand, huyện Khyber, huyện Orakzai, huyện Bắc Waziristan, huyện Nam Waziristan. Từ bắc vào nam, sáu vùng biên cảnh là: VBC Peshawar, VBC Kohat, VBC Bannu, VBC Lakki Marwat, VBC Tank và VBC Dera Ismail Khan.

## Nhân khẩu
Dân số của FATA vào năm 2000 ước tính là 3.341.080 người tức 2% dân số Pakistan. Chỉ 3,1% dân số sinh sống tại các đơn vị thành thị. Năm 2011, dân số FATA là 4.452.913 người, tăng 62,1% so với năm 1998, là mức tăng cao thứ tư trong các tỉnh, sau Balochistan, Sindh và Gilgit-Baltistan.

### Ngôn ngữ
| Các ngôn ngữ được sử dụng ở Khu vực bộ lạc trực thuộc liên bang (Điều tra dân số Pakistan năm 2017) | Các ngôn ngữ được sử dụng ở Khu vực bộ lạc trực thuộc liên bang (Điều tra dân số Pakistan năm 2017) | Các ngôn ngữ được sử dụng ở Khu vực bộ lạc trực thuộc liên bang (Điều tra dân số Pakistan năm 2017) | Các ngôn ngữ được sử dụng ở Khu vực bộ lạc trực thuộc liên bang (Điều tra dân số Pakistan năm 2017) | Các ngôn ngữ được sử dụng ở Khu vực bộ lạc trực thuộc liên bang (Điều tra dân số Pakistan năm 2017) |
| --------------------------------------------------------------------------------------------------- | --------------------------------------------------------------------------------------------------- | --------------------------------------------------------------------------------------------------- | --------------------------------------------------------------------------------------------------- | --------------------------------------------------------------------------------------------------- |
| | | | | |
| Tiếng Pashto                                                                                        | Tiếng Pashto                                                                                        | | 98.4%                                                                                               | 98.4%                                                                                               |
| Tiếng Urdu                                                                                          | Tiếng Urdu                                                                                          | | 0.49%                                                                                               | 0.49%                                                                                               |
| Tiếng Punjab                                                                                        | Tiếng Punjab                                                                                        | | 0.28%                                                                                               | 0.28%                                                                                               |
| Tiếng Sindh                                                                                         | Tiếng Sindh                                                                                         | | 0.10%                                                                                               | 0.10%                                                                                               |
| Tiếng Baloch                                                                                        | Tiếng Baloch                                                                                        | | 0.08%                                                                                               | 0.08%                                                                                               |

Theo cuộc điều tra dân số Pakistan năm 2017, 98,4% dân số của FATA nói tiếng Pashtun như tiếng mẹ đẻ, 0,49% nói tiếng Urdu, 0,28% nói tiếng Punjab, 0,10% nói tiếng Sindh và 0,08% nói tiếng Baloch.

### Tôn giáo
| Các tôn giáo ở Khu vực bộ lạc trực thuộc liên bang                                 | Các tôn giáo ở Khu vực bộ lạc trực thuộc liên bang | Các tôn giáo ở Khu vực bộ lạc trực thuộc liên bang | Các tôn giáo ở Khu vực bộ lạc trực thuộc liên bang | Các tôn giáo ở Khu vực bộ lạc trực thuộc liên bang |
| ---------------------------------------------------------------------------------- | -------------------------------------------------- | -------------------------------------------------- | -------------------------------------------------- | -------------------------------------------------- |
| Tôn giáo                                                                           | Tôn giáo                                           |                                                    | Tỷ lệ phần trăm                                    | Tỷ lệ phần trăm                                    |
| Hồi giáo                                                                           | Hồi giáo                                           |                                                    | 99.6%                                              | 99.6%                                              |
| Tôn giáo khác†                                                                     | Tôn giáo khác†                                     |                                                    | 0.4%                                               | 0.4%                                               |
| Thành phần tôn giáo †Bao gồm các tín đồ Sikh, Bái hỏa giáo, Ấn Độ giáo, Kitô giáo. |                                                    |                                                    |                                                    |                                                    |

Hơn 99,6% dân số của FATA là tín đồ Hồi giáo Sunni.thuộc phái Hanafi.
Chính quyền Pakistan ước tính có khoảng 50.000 người thuộc các nhóm tôn giáo thiểu số ở FATA, bao gồm 20.000 tín đồ Sikh, 20.000 tín đồ Kitô giáo và 10.000 tín đồ Ấn Độ giáo.

## Chính trị

### Dân chủ và đại biểu quốc hội
Năm 1996, chính quyền liên bang Pakistan trao quyền bầu cử đại biểu quốc hội cho tất cả cư dân FATA trên 18 tuổi nhưng tiếp tục cấm thành lập chính đảng. Vào năm 1997 và năm 2002, những ứng cử viên Hồi giáo chủ nghĩa trúng cử vào Hạ viện nhờ được vận động tranh cử ở những nhà thờ, trường học Hồi giáo.

### Quyền bầu cử phụ nữ
Từ năm 1996, tất cả cư dân FATA trên 18 tuổi kể cả phụ nữ đều có quyền bầu cử. Hàng nghìn phụ nữ đi bầu cử trong cuộc bầu cử năm 1997. Tuy nhiên, những bô lão và lãnh đạo tôn giáo địa phương tìm cách ngăn phụ nữ đi bầu cử bằng cách đe dọa chồng của họ, khiến cho số phụ nữ đăng ký đi bầu cử giảm mạnh. Năm 2008, Taliban cảnh cáo phụ nữ ở huyện Bajaur, Kurram và Mohmand mà đi bầu cử thì sẽ bị "trừng phạt nghiêm trọng". Mangal Bagh, lãnh đạo của tổ chức khủng bố Lashkar-e-Islam cấm phụ nữ ở Jamrud và Bara thuộc huyện Khyber đi bầu cử.

### Chính quyền địa phương
FATA chịu sự lãnh đạo trực tiếp của chính quyền liên bang trong hơn 70 năm cho đến khi được sáp nhập vào Khyber Pakhtunkhwa. Thống đốc Khyber Pakhtunkhwa thay mặt tổng thống thực hiện quản lý nhà nước đối với FATA.
Chế độ pháp lý của FATA dựa trên những quy định đặc biệt trong Hiến pháp Pakistan và Pháp lệnh về tội phạm ở biên cảnh từ thời thuộc địa. Tòa án tối cao Pakistan và các tòa án phúc thẩm không có thẩm quyền đối với FATA. Nghị quyết của Hội đồng tỉnh Khyber Pakhtunkhwa không được áp dụng ở FATA.
Các bộ lạc người Pashtun ở FATA được bán tự trị và có mối quan hệ tốt với chính quyền liên bang.

### Quan hệ với Quân đội Pakistan
Năm 2001, Quân đội Pakistan tiến vào FATA lần đầu tiên. Theo một cuộc thăm dò ý kiến, đa số dân FATA ủng hộ Quân đội Pakistan trấn áp khủng bố trong khu vực. Gần 70% ủng hộ Quân đội Pakistan truy quét phiến quân al-Qaeda và Taliban. 79% ủng hộ quân đội trực tiếp quản lý FATA.
Năm 2014, khoảng 929.859 người phải nội di tản khỏi Bắc Waziristan do Chiến dịch Zarb-e-Azb của Quân đội Pakistan dọc theo Đường Durand.

### Đơn vị hành chính

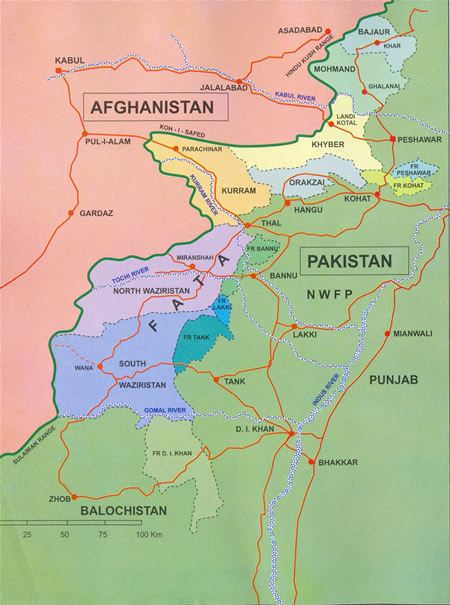
Khu vực bộ lạc trực thuộc liên bang (FATA)

FATA bao gồm bảy huyện và sáu vùng biên cảnh.

#### Huyện
Huyện chia thành tiểu khu, tiểu khu chia thành tehsil.
| Huyện          | Tiểu khu       | Tehsil               |
| -------------- | -------------- | -------------------- |
| Bajaur         | Khaar          | Khara Bajaur         |
| Bajaur         | Khaar          | Utman Khel           |
| Bajaur         | Khaar          | Salarzai             |
| Bajaur         | Nawagai        | Nawagai              |
| Bajaur         | Nawagai        | Mamund               |
| Bajaur         | Nawagai        | Barang               |
| Bajaur         | Nawagai        | Bar Chamer Kand      |
| Mohmand        | Hạ Mohmand     | Yake Ghund           |
| Mohmand        | Hạ Mohmand     | Ambar Utman Khel     |
| Mohmand        | Hạ Mohmand     | Pindiali             |
| Mohmand        | Hạ Mohmand     | Prang Ghar Utmankhel |
| Mohmand        | Thượng Mohmand | Safi                 |
| Mohmand        | Thượng Mohmand | Thượng Mohmand       |
| Mohmand        | Thượng Mohmand | Halim Zai            |
| Khyber         | Jamrud         | Jamrud               |
| Khyber         | Jamrud         | Mula Gori            |
| Khyber         | Landi Kotal    | Landi Kotal          |
| Khyber         | Bara           | Bara                 |
| Orakzai        | Hạ Orakzai     | Hạ                   |
| Orakzai        | Hạ Orakzai     | Trung                |
| Orakzai        | Thượng Orakzai | Ismail Zai           |
| Orakzai        | Thượng Orakzai | Thượng               |
| Kurram         | Hạ Kurram      | Hạ Kurram            |
| Kurram         | Trung Kurram   | Trung Kurram F.R.    |
| Kurram         | Thượng Kurram  | Thượng Kurram        |
| Bắc Waziristan | Mirali         | Mir Ali              |
| Bắc Waziristan | Mirali         | Spinwam              |
| Bắc Waziristan | Mirali         | Shewa                |
| Bắc Waziristan | Miramshah      | Miran Shah           |
| Bắc Waziristan | Miramshah      | Datta Khel           |
| Bắc Waziristan | Miramshah      | Ghulam Khan          |
| Bắc Waziristan | Razmak         | Razmak               |
| Bắc Waziristan | Razmak         | Dossali              |
| Bắc Waziristan | Razmak         | Gharyum              |
| Nam Waziristan | Ladha          | Ladha                |
| Nam Waziristan | Ladha          | Makin                |
| Nam Waziristan | Ladha          | Sararogha            |
| Nam Waziristan | Sarwakai       | Serwekai             |
| Nam Waziristan | Sarwakai       | Tiarza               |
| Nam Waziristan | Wanna          | Wana                 |
| Nam Waziristan | Wanna          | Birmil               |
| Nam Waziristan | Wanna          | Toi Khullah          |

#### Vùng biên cảnh
Các vùng biên cảnh được đặt tên theo các huyện liền kề tại Khyber Pakhtunkhwa. Người đứng đầu huyện liền kề chịu trách nhiệm quản lý nhà nước đối với vùng biên cảnh đó. Ban thư ký FATA giám sát các vùng biên cảnh dưới sự lãnh đạo của thống đốc Khyber Pakhtunkhwa. Có sáu vùng biên cảnh:
- Bannu
- Dera Ismail Khan
- Kohat
- Lakki Marwat
- Peshawar
- Tank

## Kinh tế
FATA từng là một trong những vùng nghèo khó nhất của Pakistan. Thu nhập bình quân đầu người là 663 đô-la Mỹ vào năm 2010, 67% dân số dưới chuẩn nghèo.
Nền kinh tế của FATA chủ yếu phụ thuộc vào chăn thả mục súc và một vài hoạt động nông nghiệp. Tổng diện tích đất đai thủy lợi là 1.000 km vuông. FATA là một trung tâm vận chuyển thuốc phiện và những hàng cấm khác.

## Xã hội

### Y tế
Cứ 2.179 người thì có một giường bệnh tại FATA so với một giường bệnh trên 1.341 người trên toàn quốc. Cứ 7.670 người thì có một bác sĩ so với một bác sĩ trên 1.226 người trên toàn quốc. 43% dân số FATA có nước sạch. Phần lớn dân địa phương không tin tưởng Tây y và một vài thành phần xã hội công khai phản đối tiêm chủng.
Tháng 6 năm 2007, tờ báo The New York Times đưa tin một bác sĩ người Pakistan bị đánh bom trên xe do phản đối luận điệu chống vác-xin của một imam ở Bajaur.

### Giáo dục
FATA tổng cộng có 6.050 cơ sở giáo dục nhà nước, trong đó 4.868 là công lập. 77% là cơ sở giáo dục tiểu học. Tổng số học sinh, sinh viên tại các cơ sở giáo dục nhà nước là 612.556 người, trong đó 69% ở bậc tiểu học. Số lượng giáo viên là 22.610 người, trong đó 7.540 là cô giáo. 36% số học sinh nhập học mầm non tốt nghiệp bậc tiểu học, 64% số học sinh tốt nghiệp tiểu học vào trung học công lập (nam là 73%, nữ là 45%).

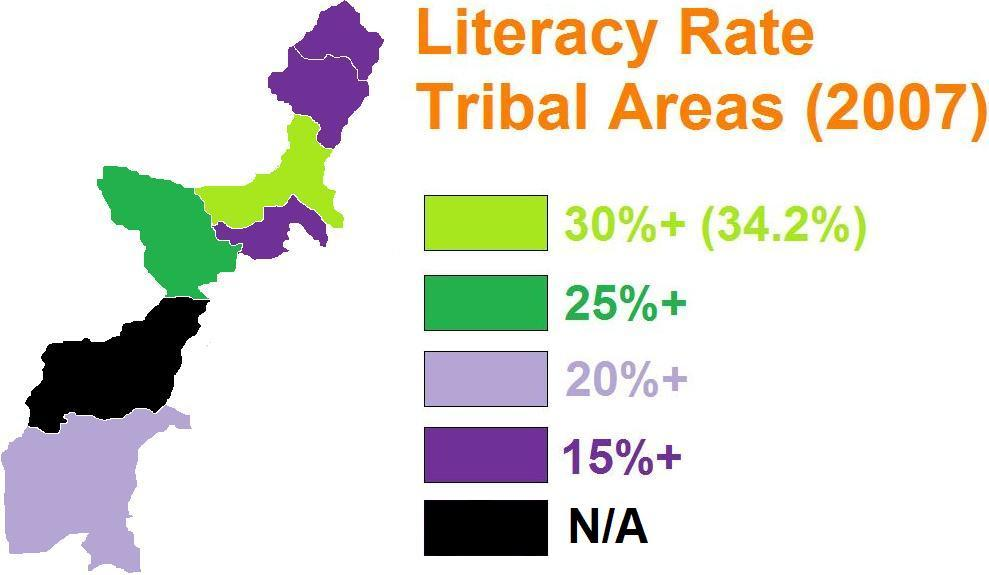
Tỷ lệ biết chữ ở FATA (2007).

Tỷ lệ biết chữ của FATA là 22%, thấp hơn tỷ lệ toàn quốc là 56%. Chỉ 35,8% và 7,5% phụ nữ đi học so với 44% phụ nữ trên toàn quốc.
| Huyện                 | Tỷ lệ biết chữ vào năm 2007 | Tỷ lệ biết chữ vào năm 2007 | Tỷ lệ biết chữ vào năm 2007 |
| Huyện                 | Nam                         | Nữ                          | Tổng cộng                   |
| --------------------- | --------------------------- | --------------------------- | --------------------------- |
| Khyber                | 57.2%                       | 10.1%                       | 34.2%                       |
| Kurram                | 37.9%                       | 14.4%                       | 26.5%                       |
| Nam Waziristan        | 32.3%                       | 4.3%                        | 20%                         |
| Orakzai               | 29.5%                       | 3.4%                        | 17%                         |
| Mohmand               | 28.5%                       | 3.5%                        | 16.6%                       |
| Bajaur                | 27.9%                       | 3.1%                        | 16.5%                       |
| Bắc Waziristan (1998) | 26.77%                      | 1.47%                       | 15.88%                      |

### Thể thao
Bóng gậy là môn thể thao phổ biến ở FATA.